# ژان باتیست بارت
ژان باتیست بارت (فرانسوی: Jean Baptiste Barth‎؛ ‏ ۲۴ سپتامبر ۱۸۰۶ – ۲۰ نوامبر ۱۸۷۷) پزشک و آسیب‌شناس اهل فرانسه بود. وی پزشکی را در دانشگاه پاریس فرا گرفت و تا مدتی دستیار پی‌یر شارل الکساندر لویی در بیمارستان پیتیه-سالپتریر بود. وی از سال ۱۸۴۰ «پزشک مقیم بیمارستان» شد و طی ۳۰ سال آتی در بیمارستان‌های مختلف پاریس فعالیت کرد. او در سال ۱۸۷۱ رئیس «آکادمی ملی پزشکی» فرنسه شد. او مقالاتی در زمینهٔ شنود در طب اطفال و با همکاری آنری-لویی روژه منتشر کرد. «فتق بارت» نوعی فتق حلقه‌های روده بین یک مجرای ویتلین پایدار و سروز دیواره شکم است.
وی همچنین برندهٔ جوایزی همچون نشان لژیون دونور (فرمانده) شده است.